# Джурджу (город)
Джурджу (рум. Giurgiu, болг. Гюргево, тур. Yergöğü, рус. дореф. Журжево или Журжа) — город в Румынии, столица жудеца Джурджу. Город стоит на реке Дунай.

## История
В соответствии со средневековой военной стратегией болгарами строится несколько парных (по обе стороны реки) городов на Дунае. В XIII—XIV вв. Джурджу является частью такого укрепления вместе с существовавшей с IX века на противоположном правом берегу Дуная крепостью Русе. Первое письменное упоминание о нём содержится в Кодексе Латина Parisinus, в 1395 году, во времена правления Мирчи Старого (Мирча чел Бэтрын). Уже в тот период это важный портовый город, он назывался Гюргово или Йоргово в честь Святого Георгия Победоносца, некоторые путешественники упоминают Большие и Малые Джурджу (Yorgovo).
Город был завоёван Османской империей в 1420 году и до начала XIX века был одним из исламских центров Румынии. Как укреплённый город, Джурджу часто упоминается в боях за контроль судоходства в низовьях Дуная.
Журжево (или крепость Журжа) играло видную роль почти во всех русско-турецких войнах. В 1770 и 1771 годах город, обнесённый тогда укреплениями, несколько раз переходил из рук в руки, а потом до окончания войны был занят русскими войсками. 19 мая 1772 года здесь было подписано перемирие между Россией и Турцией. В 1790 году, во 2-ю турецкую войну, город осаждали австрийские войска, но были отброшены к Бухаресту. Во время турецких войн в царствование императора Александра I здесь неоднократно происходили столкновения русских войск с неприятелем, а в 1810 году крепость Журжа была сдана русским войскам вместе с соседним Рущуком. Во время русско-турецкой войны 1828—1829 годов Журжево опять было сдано русским войскам, и затем было решено крепостные укрепления не восстанавливать. В Крымскую (Восточную) войну 1853—1856 годов около Журжи происходили многие военные действия. В войну 1877—1878 годов в Журже воздвигнуто было русскими до 16 батарей, вооружённых осадными орудиями, которые перестреливались с рущукскими береговыми батареями и препятствовали неприятельским военным судам подниматься вверх по Дунаю.

## Транспорт
Джурджу — первый провинциальный город Румынии, уже в 1869 году соединённый железной дорогой со столицей Бухарестом. Во время Второй мировой войны стал известен благодаря тому, что являлся конечным пунктом, а позже одной из станций знаменитого Восточного экспресса.
В 1952—1954 годах при поддержке Советского Союза был соединён «Мостом дружбы Джурджу-Русе» (длина 2800 м) с пограничным болгарским городом Русе (Рущук) на правом берегу Дуная. Ныне — «Дунайский мост».

## Население
Население города составляет около 71 000 жителей.

## Культура и искусство
- Филармонический оркестр

## Достопримечательности
- Часовая башня

## Промышленность
- судостроение,
- химическая, пищевая промышленность

## Города-побратимы
Джурджу является городом-побратимом следующих городов:
- Русе, Болгария

## Известные уроженцы
- Виня, Йон (1895—1964) — румынский писатель и поэт.
- Бассарабеску, Иоан (1870—1952) — румынский писатель.
- Дэрэску, Николае (1883—1959) — румынский художник, импрессионист.
- Николеску, Мирон (1903—1975) — румынский математик, академик Румынской академии и её президент (с 1966). Иностранный член АН СССР.